# ديونوسيوس أفرام نقاشة
ديونوسيوس أفرام نقاشة (1850 - 1920 م) حمل كرسي الأبرشية في حلب من 1903-1920.
ولد بالموصل وحصل على مبادئ العلوم الدينية في دير الشرفة سنة 1866 وواصل دراسته في روما ورسم كاهناً لكنيسة اللاترانية سنة 1874 وعاد إلى الموصل وفي سنة 1895 وأصبح مسؤولاً عن ابرشية الرها وعاد إلى الموصل مفتكفا في دير مار بهنام مؤلفاً ومرشداً فألف موسوعته التاريخية.
وله كتب مترجمة عن الإيطالية واللاتينية إلى العربية والسريانية ويعد أحد الاعلام العلماء في الكنيسة السريانية الكاثوليكية.

## مؤلفاته
من مؤلفاته:
- تعليم مسيحي فلسفي
- جبيرة القديس افرام
- لماذا لاتجوز مخالطة البروتستنت، محاكمة البرتسانتي قدام الفيصل الذي اختاره
- محاورة بين مار افرام والامة السريانية
- مخاطبة اليسوع قلب الكاهن (ترجمة)
- مختصر التعليم المسيحي
- مختصر علم اللاهوت الأدبي (ترجمة)
- مختصر الغراما طبق العبراني ومقابلته مع اللغة السريانية.